# NeoGAF
O NeoGAF, anteriormente conhecido como Gaming-Age Forums, é um fórum da Internet que discute jogos eletrônicos, fundado como um complemento ao Gaming-Age, um site de notícias sobre videogames. Em 4 de abril de 2006, o GAF mudou seu nome para NeoGAF e tornou-se hospedado e administrado independentemente.

## História
O NeoGAF começou como "The Gaming-Age Forums", um fórum do site de jogos Gaming-Age. Como a Gaming-Age superou sua hospedagem, a IGN assumiu a hospedagem dos fóruns da Gaming-Age. Depois que o IGN parou de hospedar o GAF no verão de 2001, o GAF mudou-se para o ezboard, e a administração do GAF ficou mais distante da Gaming Age.
À medida que a equipe da era dos jogos se tornava gradualmente mais divorciada da operação diária do GAF, surgiram problemas com a nova hospedagem do Gamesquad. Como os bugs de software no vBulletin 2, a versão que o GAF usava na época continuavam a piorar, a hospedagem do Gamesquad se tornou cada vez mais impraticável, até que o banco de dados dos fóruns se corrompeu, forçando a mudança para uma nova hospedagem para alterar o software e recuperar o que foi deixado no banco de dados dos fóruns. Na primavera de 2004, foi realizado um levantamento de fundos para transferir o GAF para uma nova hospedagem. Em 6 de junho de 2004, o GAF adotou sua forma mais recente (conhecida como NeoGAF para pôsteres de longa data) e mudou-se para a nova hospedagem e novo software, vBulletin 3.
Em 4 de abril de 2006, os fóruns foram relançados como NeoGAF, o antigo apelido, por seus administradores. O NeoGAF também apresenta sua própria página inicial, uma admissão inicial de que o público do fórum havia se desviado do site de notícias sobre nascimento, mas ainda exigia um portal único para representar os membros do fórum.
Em uma entrevista ao VG247 em 2013, Tyler Malka afirmou que lhe foram oferecidos US$ 5 milhões para vender o site, recusando a oferta. Um ano depois, ele declarou em um post no fórum que a oferta dobrou, depois dizendo que também recusou o acordo.
Em 21 de outubro de 2017, após um escândalo de assédio sexual envolvendo Tyler Malka, a maioria de sua equipe de moderação renunciou e muitos usuários postaram "tópicos de suicídio", nos quais eles exigem ser banidos do fórum. O site ficou offline logo depois. Posteriormente, o NeoGAF foi restaurado, suspendendo as seções fora do tópico do conselho e anunciando que a política passaria a ser um assunto proibido de discussão e que a moderação se tornaria anônima. Vários ex-membros proeminentes do NeoGAF e ex-moderadores lançaram um novo fórum chamado ResetEra alguns dias depois.

## Resposta da indústria
Sabe-se que membros da indústria de videogames são membros do site, como David Jaffe e Cliff Bleszinski, embora ambos tenham deixado o site.
Em 2007, em um tópico discutindo a demissão de Peter Moore da Microsoft, um usuário tirando sarro do vice-presidente de marketing global da Microsoft, Jeff Bell, recebeu uma mensagem pessoal perguntando "E sua contribuição para a sociedade é ... o quê?" A conta foi encontrada mais tarde como sendo de Jeff Bell. Mais tarde, Malka disse que viu uma mudança nos fóruns, com as pessoas da indústria de jogos sendo mais cuidadosas com o que publicam.
Em um post de 2009 no NeoGAF dedicado ao jogo Scribblenauts, o usuário "Feep" transmitiu a experiência de descobrir durante a E3 que ele era capaz de voltar no tempo com uma máquina do tempo para coletar um dinossauro para derrotar um exército de zumbis robôs que não poderia ser derrotado com armas comuns. A história, memorizada como "Post 217", levou o artista de jogos Edison Yan a criar uma imagem de papel de parede da história, apreciando a resposta positiva dos fãs ao jogo e os termos "Post Two One Seven", "Feep", e "Neogaf" foram incluídos como objetos invocáveis no jogo. O diretor do Scribblenauts, Jeremiah Slaczka, creditou a popularidade boca a boca de "Post 217" por parte do sucesso do jogo na E3, e observou que ele entrou em contato com Feep para obter sua permissão para incluir "Feep" (aparecendo como um robô zumbi) dentro do jogo.
Descrevendo as dificuldades de desenvolvimento do Rime de 2017, o co-fundador da Tequila Works, Raúl Rubio Munárriz, disse que a leitura das reações do fórum o deixou em lágrimas por dois dias e que se ele as lesse logo no início do desenvolvimento, o jogo seria cancelado. "Em parte porque eu simplesmente não entendo a crueldade, mas o mais importante é que pude ver esses anos nesses dois dias e comecei a entender que talvez as pessoas possam amar tanto algo que possam odiá-lo."
Depois de se referir à transgênero Kotaku Heather Alexandra como homem depois de escrever uma crítica sobre Earthworm Jim, Doug TenNapel descreveu ser ridicularizado no fórum como "como sendo impopular na Coréia do Norte". e disse que, independentemente disso, "faço meus jogos para todos".

## Crítica
Um dos maiores críticos do NeoGAF foi o designer de jogos e ex-presidente do Silicon Knights, Denis Dyack. Em junho de 2008, ele lançou um desafio aos usuários do fórum. Ele pediu aos usuários para dizer se eram a favor ou contra o então jogo Silicon Knights Too Human. Uma vez lançado o jogo, se o jogo recebesse uma recepção negativa, Dyack teria "Propriedade do GAF" sob o nome do fórum. Se a recepção fosse positiva, os usuários que votassem contra o jogo teriam "Propriedade de muito humano". Mais tarde, Dyack foi ao podcast 1UP Yours, explicando que seu desafio era um experimento para expor a falta de responsabilidade nos fóruns on-line, acrescentando que o NeoGAF desmoronaria se não se reformasse. Mais tarde, ele foi banido permanentemente do site em agosto do mesmo ano, depois de chamá-lo de pior fórum online.
O NeoGAF foi criticado por moderação tendenciosa e proibição de dissidentes políticos. Tyler "Evilore" Malka fez uma postagem admitindo moderação tendenciosa de pelo menos um ex-membro da equipe de moderação. Malka afirmou que o ex-moderador baniu centenas de membros sem justificativa. Malka também fez a declaração de que a discussão deve ser incentivada com diferentes pontos de vista, dizendo que as pessoas no site foram "expulsas, assassinadas por personagens, rotuladas como traidor por não parecerem zangadas o suficiente, ou por não estarem totalmente de acordo com ostracizar alguém. pelas mesmas razões ".

## Na mídia
Em 2007, o site estabeleceu uma parceria com a The Get-Well Gamers Foundation para lançar uma campanha de doação para levar videogames para crianças em hospitais. O NeoGAF levantou US$ 5.600 em doações em dinheiro e inventário no período de outubro a dezembro.
Uma troca no fórum inspirou os membros a iniciar o desenvolvimento do Dudebro II em 2010. O jogo pretende ser uma visão satírica do machismo encontrado em alguns títulos modernos e contará com Jon St. John, a voz do Duke Nukem, como líder. A última atualização no desenvolvimento do jogo foi em 2015.
Durante o gamergate de 2014, David Auerbach, da Slate, afirmou que NeoGAF 'hospeda discussões de pedofilia em placas não-restrição de idade e tem um proprietário sexista.' Em junho de 2017, um pôster de longa data do NeoGAF e ex-moderador, Christopher "Amir0x" Goldberg, foi preso e acusado de várias acusações de posse de pornografia infantil.
Em junho de 2015, uma sub-comunidade do Reddit dedicada a zombar do NeoGAF se tornou uma das cinco comunidades fechadas pelo site. O Reddit argumentou que os grupos de golpe da proibição "permitem que suas comunidades usem o subreddit como uma plataforma para assediar indivíduos quando os moderadores não agem".
A Vice News observou que o site era um dos maiores direcionadores de tráfego para o site de Hillary Clinton durante as eleições presidenciais de 2016 nos EUA.